# Болтенко, Надежда Николаевна
Надежда Николаевна Болтенко (род. 29 января 1957 года, Донской, Тульская область, РСФСР, СССР) — российский государственный деятель, член Совета Федерации от исполнительного органа власти Новосибирской области (2014—2018).

## Биография
Родилась 29 января 1957 года в городе Донском Тульской области. Детские годы прошли на крайнем севере на границе с Магаданской областью.
В 1980 году окончила медицинский институт в Новосибирске, по специальности врач-педиатр.
В 1990 году по рекомендации главных врачей Заельцовского района была избрана депутатом Заельцовского районного Совета.
В 1992 году стала заведующей районным отделом здравоохранения Заельцовской администрации.
В 1994 году избрана депутатом городского Собрания Новосибирска (в 1995 году переименованное в городской Совет) от Заельцовского района. Заельцовцы доверяли ей защиту своих интересов на депутатском посту ещё четыре раза: в 1996, 2000, 2005 и 2010 годах.
В 2004 году произошло разделение постов председателя горсовета и мэра. Единогласным решением депутатов стала председателем совета.
В апреле 2005 года на первой сессии депутатов четвёртого созыва избрана председателем городского Совета Новосибирска.
В апреле 2010 года избрана на должность председателя Совета депутатов города Новосибирска пятого созыва.
С 1 октября 2014 года по октябрь 2018 — член Совета Федерации представитель от исполнительного органа государственной власти Новосибирской области.
26 мая 2016 года выступила с инициативой введения административной и уголовной ответственности за «тунеядство».
С октября 2018 по март 2019 — заместитель руководителя Администрации Губернатора Новосибирской области и Правительства Новосибирской области. 28.03.2019 избрана на должность Уполномоченного по правам ребёнка в Новосибирской области.

## Семья
Замужем, двое детей. Муж — бывший начальник управления по борьбе с организованной преступностью Новосибирской области Михаил Болтенко. Сын Сергей (1982 года рождения) в 2010 году был задержан по обвинению в грабеже.

## Награды
- Медаль ордена «За заслуги перед Отечеством» II степени (24 апреля 2008 года) — за достигнутые трудовые успехи и многолетнюю добросовестную работу[4]
- Благодарность правительства Российской Федерации (31 декабря 2016 года) — за активное участие в законопроектной деятельности и развитии парламентаризма[5]